# Operações Gaiola e Silêncio

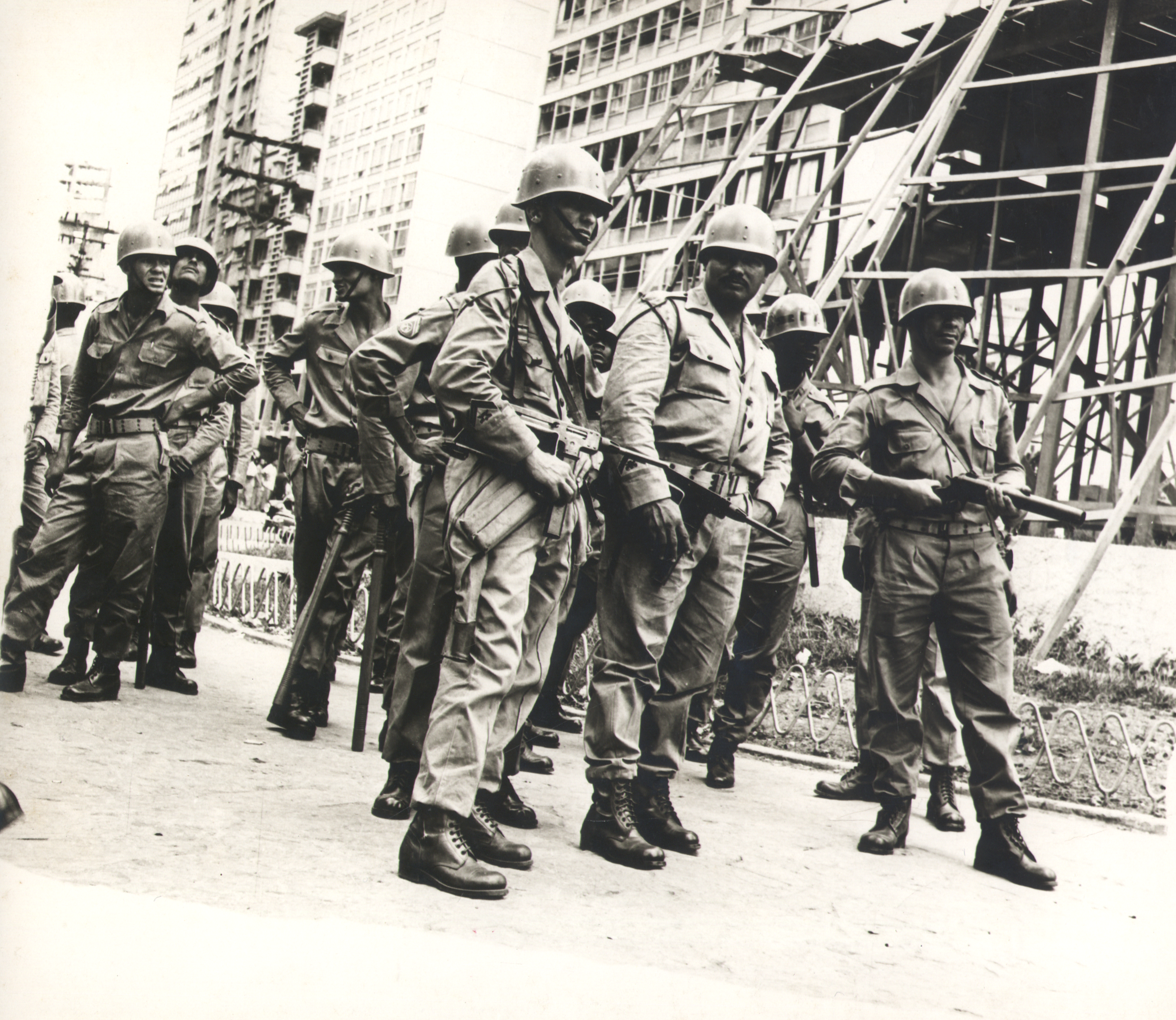
Presença policial na Praça Sete, em Belo Horizonte, abril de 1964

As operações Gaiola e Silêncio foram medidas de controle e repressão política tomadas em Minas Gerais durante o golpe de Estado no Brasil em 1964 para garantir a retaguarda dos movimentos militares para fora do estado, a Operação Popeye. A Operação Gaiola consistiu essencialmente na prisão dos inimigos políticos, e a Silêncio, no controle das comunicações e da saída de informações do estado. Sob as ordens dos generais Olímpio Mourão Filho, comandante da 4ª Região Militar/Divisão de Infantaria (4ª RM/DI), e seu subordinado Carlos Luís Guedes, foram conduzidas pelo Exército Brasileiro, Polícia Militar de Minas Gerais e outras forças policiais no estado. Elas foram planejadas com antecedência e, ao menos em parte, iniciadas em 30 de março, antes do início da revolta no dia seguinte para depor o presidente João Goulart.
A Operação Gaiola impediu uma possível reação de partidários do presidente, tendo como alvos integrantes do Partido Trabalhista Brasileiro e dos movimentos sindical e estudantil, entre outros. Em outros setores da sociedade mineira o golpe de Estado teve apoio. A Operação Silêncio, através da censura da imprensa e controle dos meios de comunicação (telegramas, telefonemas, rádio, televisão, etc.) e da entrada e saída no estado, mantinha o sigilo dos demais movimentos antes da proclamação aberta da revolta.
Policiais ocuparam os pontos estratégicos no estado e tiveram presença pública ostensiva. Outras medidas internas foram tomadas como parte do golpe, como a requisição de veículos, controle sobre os estoques de combustíveis e alistamento de voluntários para o combate previsto. Em 2 de abril o governo federal já estava deposto e a Operação Popeye atingia o Rio de Janeiro. Outros estados tiveram seus equivalentes à Operação Gaiola, com numerosas prisões como parte do golpe de Estado.

## Significância
Desde 1963 o general Mourão Filho, comandante da 4ª RM/DI, em Juiz de Fora, o general Guedes, em Belo Horizonte, e o governador mineiro Magalhães Pinto conspiraram para iniciar uma revolta contra o governo do presidente João Goulart, através da Operação Popeye — ofensivas militares a Brasília e ao Rio de Janeiro pelos Destacamentos Caicó e Tiradentes. Todas as três foram planejadas com antecedência. Antes disso, quando conspirava na 2ª Região Militar, em São Paulo, Mourão já pensava numa iteração anterior da Operação Popeye, com uma ofensiva ao Rio de Janeiro. Ela seria acompanhada pela mesma ideia das operações Gaiola e Silêncio — “Organizar a defesa das cidades e dos pontos sensíveis para evitar sabotagens. Ocupação de todos os sindicatos e prisão imediata de todos os líderes comunistas e sindicais. Interdição da rodovia no sentido São Paulo-Rio. Censura rigorosa dos telefones. Pôr em atividade as guerrilhas (...) Partida o mais cedo possível, cerca de 7 horas da noite, e avançar até onde possível, no mínimo até Barra do Piraí.”
Era crucial manter a ordem interna e evitar qualquer manifestação em favor do governo Goulart, o que coube à Polícia Militar, auxiliada pelos tiros-de-guerra do Exército. Assim, a Operação Gaiola, com uma série de prisões, garantia a retaguarda da Operação Popeye. Eram alvos, nas palavras à imprensa do chefe do Estado-Maior da Polícia Militar, “todos os elementos suspeitos de ligações com o comunismo e outros grupos subversivos e que já vinham sendo monitorados pela polícia”.
Da mesma forma, os meios de comunicação eram estratégicos e a Operação Silêncio, mantendo-os sob controle, era forma de evitar o vazamento das articulações, subsidiando o golpe. Conforme John W. F. Dulles, a Operação Silêncio enquadrava-se no esforço de passar a impressão de que a situação no estado era normal, e portanto, a operação concluiu quando a rebelião foi proclamada abertamente, às 17:00 de 31 de março. Pela manhã ela ainda era desmentida.
Nos últimos dias de março os conspiradores mineiros correram vários riscos de ter seus preparativos descobertos: a reunião da cúpula no movimentado aeroporto de Juiz de Fora em 28 de março, os grandes deslocamentos da Polícia Militar e as proclamações de Magalhães Pinto e Guedes em Belo Horizonte em 30 de março. O governador divulgou um manifesto, e o general, declarou-se rebelado a seus oficiais. Mourão Filho criticou a indiscrição da reunião e dos atos de seus companheiros, pois se descobertos antes da hora, poderiam ser todos esmagados pelo dispositivo militar governista.
A Operação Popeye foi acionada em 31 de março, atingindo a Guanabara, com o fim da resistência legalista, em 2 de abril. Em Belo Horizonte a Operação Gaiola começou ainda na tarde de 30 de março. Em Juiz de Fora alguns presos políticos foram detidos também nesse dia, como Misael Cardoso Teixeira, diretor regional dos Correios, cuja prisão na manhã enquadrava-se também na Operação Silêncio. A requisição de combustível começou em 30 de março. Há divergência nas fontes sobre as duas operações terem começado em 30 ou 31 de março.
Medidas semelhantes foram tomadas em outros lugares, como prisões em massa em São Paulo, o Nordeste, Mato Grosso e, após a derrota do governo federal, no Rio de Janeiro, onde houve perseguição a sindicalistas, trabalhistas e estudantes. Alguns sindicatos e a redação do Ultima Hora, jornal favorável ao presidente, foram depredados, e várias rádios foram ocupadas.

## Operação Gaiola

Prisões em Belo Horizonte (sem data)

A Operação Gaiola, nas palavras de Guedes, consistia na “detenção dos elementos que se achavam ligados ao processo de subversão nas áreas sindicais, estudantis, ou que fossem suspeitos de simples agitação”, e incluía também a ocupação das sedes de sindicatos e partidos políticos. Foi conduzida em Belo Horizonte pelas Polícias Militar e Civil, a Guarda Civil e a 2ª Seção do Estado-Maior da Infantaria Divisionária da 4ª DI. A lei marcial, incluindo a pena de morte, estava em vigor. No dia 31, 50 líderes esquerdistas e sindicais foram presos, entre eles o Deputado Sinval Bambirra e o presidente e secretário do Comando Estadual dos Trabalhadores, Antônio Faria Lopes. Em protesto, o secretário do Trabalho renunciou.
Militares também podiam ser presos se recusassem as ordens, não participando do golpe. Assim ocorreu com subtenentes e sargentos no 11º Regimento de Infantaria (RI), em São João Del Rei. Após a liberação alguns foram transferidos à fronteira em Mato Grosso. O destino dos militares recusantes era variado. No 10º RI o comandante, coronel Calvão, não quis participar e simplesmente recebeu férias, sendo substituído no comando. Mourão ordenou alguns outros oficiais recalcitrantes “que se recolhessem às suas casas e esperassem o fim dos acontecimentos, não intervindo nem atrapalhando”. Na Escola de Sargentos das Armas em Três Corações, a punição para a neutralidade do comandante foi ser mandado embora no final de abril com mais oito oficiais. Para Mourão, ele era amigo de Goulart e seu argumento de que era uma Escola não passava de desculpa.
Em Juiz de Fora os alvos já estavam previamente fichados e foram levados a instalações do Exército. Doze líderes sindicais foram presos, e as manifestações de rua estavam vedadas. A presença sindical era forte, com um dos líderes sindicalistas, Clodesmidt Riani, sendo deputado estadual. Ele foi preso e posteriormente cassado, mas não no dia do golpe, pois estava no Rio de Janeiro. Quatro vereadores do Partido Trabalhista Brasileiro (PTB), mesmo do presidente, foram presos, três deles antes mesmo das sessões de 31 de março. Todos eram ligados a Riani e aos sindicalistas. A maior parte da Câmara Municipal apoiava o golpe. Após seu retorno a Juiz de Fora mais tarde em abril, Mourão Filho aumentou a pressão e os vereadores presos foram cassados. Em 5 de abril foram presos o diretor da Faculdade de Direito e um dos catedráticos.
Posteriormente, com a saída do 10º RI e 2º Batalhão da PMMG para a Operação Popeye, a segurança de Juiz de Fora recaiu à 4ª Companhia de Polícia do Exército, com apenas 76 homens. Ela era comandada por Carlos Henrique, filho de Guedes, que posteriormente atribuiu a manutenção da ordem na cidade, apesar da pequena força deixada para esse fim, ao “apoio maciço da população”. O golpe foi apoiado na cidade por setores como as “classes produtoras” e a Igreja Católica. Mourão Filho foi ovacionado na prefeitura por numerosos habitantes, enquanto outros estavam presos ou detidos.
Após as detenções, os presos seguiam a outras localidades para seus depoimentos e julgamentos. Nos dias após o golpe, presos foram levados em caminhões do interior de Minas Gerais ao DOPS ou ao CPOR de Belo Horizonte, onde foram interrogados, alguns violentamente. Alguns seguiam à Base Aérea de Lagoa Santa. No caso de Juiz de Fora, o primeiro grupo de prisioneiros políticos tinha dez pessoas, passando pela Delegacia de Polícia Civil e o quartel da 4ª RM/DI antes de seguirem a Belo Horizonte. Documentos do DOPS indicam 38 presos políticos na cidade em abril.

## Operação Silêncio
Todas as ligações telefônicas entre o Rio e Belo Horizonte passavam por Juiz de Fora, podendo ser cortadas. Foram ocupados o Departamento dos Correios e Telégrafos (DCT), a Central Telefônica Brasileira (CTB), jornais, emissoras de rádio e de televisão. Nessas ocupações, foram feitas algumas prisões em Juiz de Fora. Todas as mídias estavam sob censura.
Em Juiz de Fora um programa na Rádio Sociedade em 31 de março teve seu script cortado onde relatava os eventos militares e policiais da véspera. A Polícia Federal determinava o que podia ser publicado. Nas prisões de Clodesmidt Riani e Misael Cardoso, os repórteres não puderam conversar com os presos, apenas fotografando. A imprensa juizforana, especialmente através dos filiais dos Diários Associados, era forte. Ela fez oposição à administração de Goulart e apoiou o golpe de Estado e a ditadura subsequente. O manifesto de Mourão Filho foi transmitido pela rádio direto do QG da 4ª RM/DI. Houve assim dupla censura, conduzida também pela direção do Diário Mercantil e Diário da Tarde sobre os redatores.
A entrada no estado era permitida, mas não a saída. Barreiras policiais foram postas nas divisas estaduais e nos principais eixos rodoviários e ferroviários, como as entradas e saídas de Belo Horizonte e os viadutos das Almas e da Mutuca.  Repórteres do Ultima Hora, conseguiram visitar Juiz de Fora vindos do Rio de Janeiro.

## Ocupações e logística
A guarda ostensiva ou velada dos pontos estratégicos é também citada como parte da Operação Silêncio. As estações de mídia e sindicatos ocupados constavam em levantamentos preparados com antecedência. Neles estavam todos os pontos estratégicos do estado, incluindo também postos de combustível, casas de armas, prédios públicos e bancos. Dois mil homens patrulhavam as ruas de Belo Horizonte. Pelo estado policiais ocupavam bancos, prédios públicos, represas, centrais de abastecimento de água e casas de armas e munições. Atenção especial era dada às zonas industriais. No início da manhã, policiais armados de fuzil-metralhadoras e granadas de mão ocuparam a Estação Rodoviária de Belo Horizonte, que já tinha despachado 120 ônibus ao interior, e suspenderam as viagens interestaduais e intermunicipais. Passagens foram devolvidas, e os ônibus que chegavam eram apropriados. 108 ônibus foram requisitados, participando de deslocamentos militares ao interior.
Postos de gasolina estavam ocupados, e o combustível, em posse dos militares. Em Juiz de Fora, trinta caminhões de gasolina que vinham do Rio a Belo Horizonte foram apreendidos. O secretário da Agricultura avaliou que o estado tinha alimentos para um conflito de 100 dias. Como havia previsão de até dois meses de luta, às 10:00 da manhã foi aberto o voluntariado em Belo Horizonte. Dez mil jovens apresentaram-se. Os corpos voluntários incluíam o Exército Civil, o Batalhão Popular Ruralista e outros. Receberiam armas e uniformes. Também foram arregimentados médicos e enfermeiras para atender aos feridos em combate.

## Outros usos
Em outros momentos históricos brasileiros, a “operação gaiola” também é usada para denominar prisões em massa.

### Citações
1. ↑  Pinto 2015, p. 106.
2. ↑  Silva 2014b, p. 175-176.
3. 1 2 3 4  Dulles 2014, p. 306.
4. ↑  Silva 2014a, p. 211-212.
5. ↑  Silva 2014b, p. 179.
6. ↑  Motta 2003, p. 350-352, Tomo 3.
7. 1 2  D'Aguiar 1976, p. 135.
8. ↑  Silva 2014b, p. 176.
9. 1 2  CMV de Juiz de Fora 2016, p. 157.
10. 1 2 3  Dulles 2014, p. 306-307.
11. 1 2  Pinto 2015, p. 118.
12. ↑  Mourão Filho 2011, p. 363.
13. ↑  Silva 2014b, p. 173-174.
14. 1 2 3 4 5 6  Neto 2015.
15. ↑  Mourão Filho 2011, p. 375.
16. ↑  Silva 2014b, p. 175.
17. ↑  Gomes 1964, p. 122.
18. ↑  CMV de Juiz de Fora 2016, p. 46-47.
19. ↑  Silva 2014b, p. 216-217.
20. ↑  CMV de Juiz de Fora 2016, p. 135.
21. ↑  Chagas 1985, p. 42.
22. ↑  Silva 2014a, p. 366.
23. 1 2  Olegário 2018, p. 30.
24. ↑  Ferreira & Gomes 2014, cap. 22.
25. ↑  Silva 2014a, p. 360.
26. ↑  Silva 2014b, p. 181.
27. 1 2  CMV de Juiz de Fora 2016, p. 48.
28. 1 2 3  Gomes 1964, p. 108.
29. ↑  CMV de Juiz de Fora 2016, p. 51-52.
30. ↑  Mourão Filho 2011, p. 451.
31. ↑  Mourão Filho 2011, p. 454 e 469-470.
32. 1 2  Ultima Hora, 1 de abril de 1964.
33. ↑  Oliveira 2015, p. 18, 32, 43-47 e 56.
34. 1 2  CMV de Juiz de Fora 2016, p. 49.
35. ↑  CMV de Juiz de Fora 2016, p. 192.
36. ↑  Motta 2003, p. 249-250, Tomo 3.
37. ↑  Oliveira 2015, p. 49-50.
38. ↑  CMV de Juiz de Fora 2016, p. 50-51.
39. ↑  CMV de Juiz de Fora 2016, p. 157-158.
40. ↑  Oliveira 2015, p. 19 e 48.
41. ↑  Ferreira 2015.
42. 1 2  Correio da Manhã, 1 de abril de 1964.
43. ↑  CPDOC FGV 2001, MOURÃO FILHO, Olímpio.
44. ↑  Silva 2014b, p. 173.
45. ↑  Gomes 1964, p. 106-108.
46. ↑  Gomes 1964, p. 107.
47. ↑  Vieira 2007, p. 99.
48. ↑  Chagas 1985, p. 18.
49. ↑  Silva 2006, p. 8.
50. ↑  D'Araujo, Soares & Castro 1994, p. 275.